# Responsum
Ett responsum (plural responsa; av latin: respondeo, 'svara', 'avge utlåtande') är ett utlåtande eller uttalande av en auktoritet inom berört område som svar på en fråga rörande tolkning av lagar och regler eller sedvänja. Det kan till exempel vara ett utlåtande från en rättslärd auktoritet i en juridisk fråga, från en branschorganisation eller myndighet gällande handelsbruk, eller från en lärd auktoritet i en religiös fråga.
En samling av dessa auktoritativa yttranden inom ett område benämns ofta med pluralformen responsa.

## Responsa i romersk rätt
Inom romersk rätt var responsa prudentium en rättskälla som utgjordes av rättslärdas nedtecknade svar på rättsfrågor. Den började ta form under tidigt 200-tal f.Kr. och under kejsar Augustus tid, första århundradet f.Kr., tillkom en särskild auktorisation av rättslärda som utfärdade dessa responsa. Systemet kom dock att i praktiken upphöra runt år 200 e.Kr.

## Exempel på responsa inom religion

### Judendom
Ett responsum från en rabbin på en fråga rörande halacha, "judisk lag", kallas teshuvah (plural teshuvot). Det kan röra frågor från enskilda personer om vardagssituationer, såväl som mer omfattande och djupgående frågeställningar. I den rabbinska litteraturen samlas sådana responsa, teshuvot, eller beslut, piskei, författade av halacha-lärda, poskim, eller av särskilda judiska domstolar, battei din, i så kallade sheelot u-teshuvot ('frågor och svar').

### Islam
Ett responsum från en lärd i muslimsk rätt, eventuellt en mufti, kallas fatwa. Även här kan det röra sig om frågor från enskilda personer om vardagssituationer, såväl som mer omfattande och djupgående frågeställningar. Många fatwor rör juridik, men de är inte juridiskt bindande som domar, utan ses som råd.

### Romersk-katolska kyrkan
Inom den romersk-katolska kyrkan utfärdas officiella responsa av troskongregationen, vars uppgift bland annat är just att i allmänna och särskilda fall uttolka vad som utgör katolsk lära. Ett exempel är "Responsa ad quaestiones de aliquibus sententis ad doctrinam de ecclesia pertinentibus" (”Svar på frågor om några aspekter på läran om Kyrkan”).